# ضرب (موسیقی)
در موسیقی و نظریه موسیقی، بیت واحد ساده‌ای از زمان است؛ در لغت به معنای ضربه یا ضرب و در موسیقی در اصل به‌معنای هر ضرب در آهنگ هست. همچنین بیت معمولاً به‌معنای ریتم و پایه ترانه نیز کاربرد دارد.